# Taxi Driver
Taxi Driver is een Amerikaanse speelfilm, geregisseerd door Martin Scorsese uit 1976.
De film staat bekend om zijn sterke acteerprestaties en realisme. De film was van groot belang voor de hoofdrolspelers Robert De Niro en Jodie Foster, die ten tijde van de opnames 12 jaar oud was. (geb. 19 november 1962 & release film in de USA  op 8 februari 1976) Foster kreeg een Academy Award nominatie voor de beste vrouwelijke bijrol en De Niro werd genomineerd in de categorie beste mannelijke hoofdrol. De film zelf werd ook genomineerd voor "Beste Film" en de muziek van Bernard Herrmann (zijn laatste werk voordat hij stierf) voor "Beste originele Muziek".

## Verhaal
Travis Bickle (De Niro), een gefrustreerde oorlogsveteraan van 26 jaar, is sinds kort gestopt bij de Mariniers. Hij lijdt aan slapeloosheid en neemt daarom een baan als taxibestuurder in New York, en vindt het niet erg om 's nachts te werken. In zijn vrije tijd bekijkt Bickle pornofilms in bioscopen en rijdt hij doelloos rond in de slechte buurten van Manhattan.
Bickle is met afschuw vervuld door het verdwijnen van elk besef van normen en waarden, en zegt hierover: "All the animals come out at night - whores, skunk pussies, buggers, queens, fairies, dopers, junkies, sick, venal. Someday a real rain will come and wash all this scum off the streets."
Als op een avond Iris, een 12 jaar oude prostituee (vertolkt door Foster), toevallig in zijn taxi belandt wanneer ze probeert te ontsnappen aan haar pooier, is hij diep geraakt. Hij wil haar proberen te redden ook al ziet Iris dat zelf helemaal niet zitten. Over haar pooier, Sport, vertelt ze dat die eigenlijk een heel vriendelijke en zorgzame persoon is.
Bickle lijdt ook onder zijn mislukte poging om een relatie aan te knopen met Betsy (vertolkt door Cybill Shepherd). Betsy werkt voor de senator van de staat New York genaamd Palantine, die campagne voert voor de presidentiële nominatie. Palantine belooft drastische sociale veranderingen. Betsy is in het begin van hun relatie geïntrigeerd door Bickle. Eerst neemt Bickle haar mee uit lunchen, waarin hij met haar flirt en sympathiseert met haar eenzaamheid. Uiteindelijk maken ze een afspraak om naar de film te gaan. Bickle neemt haar mee naar een educatieve Zweedse seksfilm, en Betsy vertrekt in afschuw.
Daarna raakt Bickle steeds verder in zichzelf gekeerd. Tijdens een van zijn ritten legt een klant (een kleine rol van Martin Scorsese zelf) aan hem uit hoe hij zijn vrouw wil vermoorden omdat ze vreemdgaat. Dit inspireert iets binnen in hem. Hij neemt contact op met een reizende zakenman en koopt wapens van hem. Een paar dagen later wanneer hij boodschappen haalt bij een winkel die hij vaak bezoekt, wordt er een overval gepleegd, en Bickle schiet de overvaller neer. Bickle schrijft een brief aan zijn ouders, waarin hij schrijft dat hij bezig is met zeer belangrijk en geheim overheidswerk. Ook vertelt hij over Betsy.
Bickle probeert zijn frustraties te uiten aan Wizard, een zeer ervaren taxibestuurder. Hij vertelt dat hij de dwang heeft om "iets groots te doen". Wizard zegt tegen hem dat hij moet relaxen en zich meer moet vermaken. Bickle heeft plannen om een aanslag op senator Palantine te plegen.
Bickle heeft allerlei methodes bedacht waarmee hij zijn pistolen verstopt en snel tevoorschijn kan halen.
Beroemd is de scène waarin Bickle voor een spiegel staat, en de speech oefent die hij wil geven als hij tijdens zijn aanslag wordt geconfronteerd met iemand die hem tegen wil houden. Bickle : "You talkin' to me? You talkin' to me? ... Oh, yeah? Ok.", waarna hij zijn wapen trekt.
Bickle onderneemt dan een poging om senator Palantine te vermoorden tijdens een van diens publieke campagnespeeches. Hij wordt echter gespot door iemand van de geheime dienst. (Bickle ging een tijd eerder al een gesprek met de geheim agent aan, informerend naar manieren om bij de dienst te komen werken.) Nadat de geheime dienst hem door heeft, vlucht hij, en gaat daarna op weg naar Sport (de pooier van Iris) en probeert deze te vermoorden. Dan probeert hij in hetzelfde gebouw Iris bij een klant weg te halen. Een vuurgevecht tussen Sport en zijn trawanten tegen Bickle volgt, waarbij enkel Iris en Bickle overleven.
Wanneer de politie aankomt in het gebouw waar dit alles heeft plaatsgevonden, zit Bickle gewond op een bank. Het lijkt alsof hij sterft. Als hij de politie ziet, plaatst hij zijn wijsvinger tegen zijn hoofd en doet alsof hij zichzelf neerschiet.
De media schrijven over Bickle alsof hij een held is. Ook krijgt hij een brief van de vader van Iris en hij leest dat haar vader hem erg dankbaar is voor het redden van zijn dochter; ze is uit de prostitutie, woont weer thuis, en gaat weer naar school. Wanneer Bickle weer zijn baan oppakt als taxibestuurder, komt op een avond Betsy in zijn taxi. Ze maakt opmerkingen over het redden van Iris en zijn bekendheid door de media. Bickle gaat er niet op in, en het lijkt alsof hij niet vindt dat hij een held is. Over het einde van deze film is veel debat ontstaan.

## Rolverdeling
| Acteur          | Personage                                  |
| --------------- | ------------------------------------------ |
| Robert De Niro  | Travis Bickle                              |
| Jodie Foster    | Iris Steensma                              |
| Cybill Shepherd | Betsy                                      |
| Harvey Keitel   | 'Sport' Matthew                            |
| Albert Brooks   | Tom                                        |
| Peter Boyle     | Wizard                                     |
| Victor Argo     | Melio (als Vic Argo)                       |
| Norman Matlock  | Charlie T.                                 |
| Harry Northup   | "Doughboy"                                 |
| Leonard Harris  | Senator Charles Palantine                  |
| Richard Higgs   | Lange beveiliger geheime dienst            |
| Peter Savage    | "The John"                                 |
| Murray Moston   | Iris' wachttijdbewaker (als Murray Mosten) |
| Garth Avery     | Iris' vriendin                             |
| Steven Prince   | Andy, wapenverkoper                        |
| Martin Scorsese | Taxipassagier                              |
| Billie Perkins  | Iris' vriendin (onvermeld)                 |

## Achtergrondinformatie
Tijdens de voorbereiding op de film werkte Robert De Niro in een aantal weekeinden als echte taxichauffeur in New York. In deze periode vonden de opnamen plaats voor de film Novecento waarin hij een hoofdrol speelde, en De Niro vloog heen en weer tussen Rome en New York om dit alles te kunnen doen.
De film wordt verteld vanuit het oogpunt van Bickle. Er is echter één scène toegevoegd die (gedeeltelijk) breekt met deze structuur, namelijk de dansscène tussen Sport en Iris. Om de structuur te herstellen is een shot van Bickle toegevoegd, waarin te zien is dat hij buiten het gebouw staat en kijkt naar de kamer waar Sport en Iris zich bevinden.
De shots in de taxi zijn in een taxi opgenomen die echt door de stad rond reed. Dat hield in dat de camera in de taxi werd geplaatst samen met Martin Scorsese, Michael Chapman (cameraman), de acteurs en een geluidsman in de achterbak. Scorsese wilde hiermee deze scènes in de taxi zo realistisch mogelijk maken, met New York als decor; 'de stad bijna als een personage'.
De stoom waar de taxi doorheen rijdt in het beginshot staat symbool voor de hel, om de gevaarlijke, duistere sfeer van het getto weer te geven.
Veel van de dialoog in de film is een combinatie van het script en improvisatiesessies tijdens de voorbereidingen. Vooral het karakter Tom is verder uitgewerkt door middel van improvisatie omdat dit karakter niet volledig was uitgeschreven in het script. Ditzelfde proces gebeurde bij het karakter Sport (Harvey Keitel), weliswaar op een andere manier. Oorspronkelijk zou deze rol niet veel dialoog hebben (vijf regels totaal), maar Keitel koos ervoor om deze rol verder uit te diepen. Een goed voorbeeld daarvan is de scène waarin Travis Bickle een gesprek met Sport aangaat en waarin Sport in het begin van de ontmoeting denkt dat Bickle iemand van de politie is. Het uitbreiden en improviseren van deze rol gebeurde altijd in samenwerking met Martin Scorsese, met in het achterhoofd dat het belangrijk was om de basis van het script te bewaken en daarvan niet te ver af te wijken.
De beroemde scène waarin Bickle voor de spiegel staat en tegen zichzelf praat ('Are you talking to me?') is bijvoorbeeld ontstaan uit improvisatie.
In de film zitten drie overheadshots, die slow motion over een bureau gaan. De eerste is in het bureau van de taxi-standplaats, als Bickle zich aanmeldt, de tweede het bureau van Betsy, als hij haar mee uit vraagt, de derde is als hij de wapens koopt, in de hotelkamer.
Het karakter van Harvey Keitel (Sport) zou oorspronkelijk zwart zijn, zoals in het script staat. De makers vonden het echter sociaal onverantwoord om dit zo te laten. Het uitgesproken racisme van Travis Bickle zou volgens de makers kunnen leiden tot rellen in de bioscopen.
Paul Schrader schreef het script met het idee van de vrouw (Betsy en Iris) als baken van goed- en schoonheid. Betsy als Madonna, Iris als hoer.
Bickle verwijst bij zijn uitspraak "I'm God's Lonely Man" naar het essay "God's Lonely Man" van Thomas Wolfe, een in 1938 overleden schrijver. In dit boek schrijft Wolfe :
- "The whole conviction of my life now rests upon the belief that loneliness, far from being a rare and curious phenomenon, is the central and inevitable fact of human existence"
- Vertaling : "Het hele idee van mijn leven is gebaseerd op het geloof dat eenzaamheid helemaal geen zeldzaam en bijzonder fenomeen is, maar het centrale en onvermijdelijke feit van het menselijk bestaan."

Paul Schrader kreeg de inspiratie voor het script toen hij een tijdje geen verblijfplaats had nadat zijn huwelijk en een daaropvolgende relatie waren stukgelopen. Hij zwierf maar wat rond en realiseerde zich dat hij al weken niemand meer had gesproken en geïsoleerd had geleefd. Hierdoor kwam hij op het idee om de taxi als metafoor voor eenzaamheid te gebruiken. Het script schreef hij toen in slechts tien dagen tijd.
"I wrote the script for myself, as therapy."

### Inspiratie voor moordenaars
De film werd ook een obsessie voor crimineel John Hinckley Jr. die aanleiding gaf tot zijn poging tot moord op president Ronald Reagan in 1981, een daad waarvoor hij wegens waanzin niet schuldig werd bevonden. Hinckley verklaarde dat zijn acties een poging waren om indruk te maken op de jonge Foster, op wie Hinckley gefixeerd was, door Travis' hanenkamverschijning tijdens de Palantine-bijeenkomst na te bootsen. Zijn advocaat sloot zijn verdediging af door de film voor de jury af te spelen. Toen Scorsese hoorde over de motivatie van Hinckley achter zijn moordaanslag, dacht hij er even over na om te stoppen met het maken van films, omdat de associatie een negatieve perceptie van de film met zich meebracht.
Ook David Berkowitz, de Son of Sam-moordenaar, had de film gezien. Hij zei zelf later dat films hem niet tot zijn daden hadden gebracht, maar dat ze hem wel geruststelden dat zij  al aanwezige misantropie terecht was en het niet verkeerd was zijn distructieve neigingen op de samenleving af te reageren. Immers, anderen zoals de hoofdpersoon van Taxi Driver, deden dit ook.